# Paolo Limiti
Paolo Mario Limiti (Milano, 8 maggio 1940 – Milano, 27 giugno 2017) è stato un paroliere, conduttore televisivo, autore televisivo e produttore televisivo italiano.

## Biografia
Il padre era un procuratore della Pirelli milanese, mentre la mamma era siciliana; Limiti visse l'infanzia e l'adolescenza a Torino, dove si diplomò nel 1961 all'Istituto tecnico industriale statale Amedeo Avogadro. Esordì come paroliere grazie a Jula de Palma, della quale era un ammiratore: le inviò infatti il testo di tre canzoni, che la cantante apprezzò, tanto che decise di inciderne una, Mille ragazzi fa, nel 1964 (mentre le altre due le incise il marito della cantante, il musicista Carlo Lanzi, con lo pseudonimo Dick Salomon). L'anno successivo, Paolo Limiti scrisse Bionda bionda per Maria Doris. Dopo aver lavorato come creativo pubblicitario in alcune agenzie, nel 1968, per intuizione di Luciano Rispoli iniziò la collaborazione con la Rai come autore e regista de La maga Merlini, con Elsa Merlini; regista radiofonico di Cantanti all'inferno, con Enrico Montesano e di Il maestro e Margherita, con Alberto Lionello.
Collaborò soprattutto con Mina come paroliere di canzoni che la cantante cremonese porterà al successo, tra le quali Bugiardo e incosciente, La voce del silenzio, Sacumdì Sacumdà, Ballata d'autunno, Un'ombra ed Eccomi; successivamente diede il via al sodalizio artistico con Mike Bongiorno, sempre come autore di trasmissioni televisive di successo, fra le quali spicca Rischiatutto (1970-1974). Nel 2013 ha ideato, dedicandolo alla madre Rosa, detta Etta, il "premio Etta Limiti", concorso per voci liriche che nel 2014, con la supervisione alla produzione televisiva di Gianriccardo Pera, è stato trasmesso su Rai 2 e su Rai World, ottenendo in quest'ultimo caso decine di milioni di contatti. Nel 2014 gli è stato conferito presso la Camera dei deputati il premio America della Fondazione Italia USA, per la quale dal 2015 è divenuto responsabile per i progetti artistici.

### Attività di paroliere
Scrisse nel 1970 alcuni testi della commedia musicale L'ora della fantasia, adattata da Maurizio Costanzo e interpretata da Pippo Baudo e Sandra Mondaini. Successivamente, iniziarono le collaborazioni con numerosi cantanti italiani e stranieri, tra gli altri Jula de Palma, Ornella Vanoni, Dionne Warwick, Donovan, Peppino Di Capri, Loretta Goggi, Fred Bongusto, Iva Zanicchi, Demis Roussos, Mia Martini, Al Bano e Romina Power, Giovanna, Alma Manera. Autore della commedia musicale Biondissimamente tua, ispirata alla vita di Wanda Osiris, nel 1976 tornò alla radio con le trasmissioni curate per la Arnoldo Mondadori Editore in qualità di autore e regista assieme a Patty Pravo, Ornella Vanoni, Adriano Celentano, i Nuovi Angeli e molti altri.

### Telemenù
Con l'inizio della televisione commerciale divenne autore e produttore di molti programmi, tra i quali La parola è d'oro e Telemenù, con Wilma De Angelis, Il musicuore, con Betty Curtis e Giovanna e Luci di mezzanotte, con Gianfranco Funari. Nel 1977 fu nominato direttore del palinsesto programmi di Telemontecarlo dove lavorò come produttore. Dopo aver firmato la prima sitcom italiana Crociera di miele, con Gaspare e Zuzzurro, divenne autore per Rete 4 del telequiz Un milione al secondo, con Pippo Baudo, produttore dello show M'ama non m'ama, con Marco Predolin e Ramona Dell'Abate e coautore de Il principe azzurro, con Raffaella Carrà. Nel 1992 condusse da Hollywood un documentario sulla vita di Marilyn Monroe, e l'anno successivo tenne una rubrica giornaliera di cinema nella trasmissione Parlato semplice su Rai 3.

### Dove sono i Pirenei?
La trasmissione Dove sono i Pirenei?, presentata da Rosanna Cancellieri e di cui Paolo Limiti è autore, conquista una candidatura nella Notte dei Telegatti. Sempre grazie a Paolo, in seguito alla fortunata trasmissione Viva Mina! (1995) dedicata alla cantante, la Rai realizza altri speciali televisivi su numerosi personaggi dello spettacolo, come Lucio Battisti, Dalida, Wanda Osiris, Milly, Julio Iglesias, Gina Lollobrigida, Maria Callas e Claudio Villa.

### Ci vediamo in TV
Dal giugno 1996 scrive (con Paolo Martini) e conduce il programma E l'Italia racconta, poi rinominato Ci vediamo in TV, ieri oggi e domani e, dalla successiva stagione, Ci vediamo in TV. La trasmissione si trasferisce nel 1999 da Rai 2 a Rai 1 e cambia nome in Alle due su RAI 1 (con un'appendice estiva dal titolo Alle due su RAI 1 estate) e poi in Ci vediamo su RAI 1. Nel settembre 2001 riprende il titolo Ci vediamo in TV. La trasmissione vede la partecipazione dell'imitatore Gigi Vigliani e contribuisce a lanciare numerosi cantanti fra cui Stefania Cento, Nicola Congiu, Fabrizio Voghera e Caterina Ferri. Sulla seconda rete Rai conduce invece nel 1997 il Festival di Castrocaro, nel 2002 Supersera e nel 2003 il Paolo Limiti Show. Nella stagione 2004-2005 l'amica Mara Venier lo volle fortemente come suo co-conduttore a Domenica In (con Mara incise e cantò il brano da lui scritto Madame che audacità).

### Commedie musicali e musica lirica
Si dedica quindi alla commedia musicale e alla musica lirica (2006-2007), scrivendo prima Carmen pop, una commedia musicale che ricostruisce con notissime canzoni italiane e straniere la Carmen di Bizet, della quale presenta una trionfale versione concertata con movimenti scenici al Teatro Nuovo di Milano nel giugno 2006. Successivamente scrive il libretto del melodramma d'amore risorgimentale La zingara guerriera, musicato dal maestro Luigi Nicolini, che viene presentato in una lussuosa forma di concerto al Teatro Dal Verme di Milano nel maggio 2007, nell'interpretazione del soprano Daniela Dessì e del tenore Fabio Armiliato, con altri cantanti di fama, accompagnati dall'orchestra della Fondazione Arturo Toscanini e dal Coro del Comunale di Piacenza, diretti dal maestro Steven Mercurio.
Inoltre ha collaborato alle musiche di Victor Victoria, con la regia di Sandro Massimini. Nella stagione teatrale 2007-2008 Limiti ha presentato in vari teatri italiani di Piemonte, Liguria e Lombardia, lo spettacolo musicale Canzone, amore mio, con i cantanti della trasmissione Ci vediamo in TV. Il conduttore stava lavorando alla stesura della sceneggiatura di una teleserie tratta dal suo libro Bugiardo e Incosciente (Ed. Mondadori), dal titolo Stupida chi ti ama.

### Il ritorno in TV
Nel gennaio 2010 avrebbe dovuto condurre su Rai 2 Futuro anteriore, ma il programma fu subito cancellato per problemi di bilancio. Il 29 marzo dello stesso anno condusse tuttavia sulla stessa rete Minissima 2010, un tributo alla carriera di Mina in occasione del 70º compleanno della cantante cremonese. Nell'estate del 2012 tornò su Rai 1 presentando E state con noi in tv, in onda dal lunedì al venerdì al posto de La prova del cuoco, mentre in autunno curò una rubrica all'interno del programma Cristina Parodi Live su LA7.

### Altre attività
È stato tra i maggiori esperti in Italia di cinematografia hollywoodiana degli anni venti e trenta, nonché amico di personaggi famosi come Jane Russell, Joan Collins ed Esther Williams. Ha tenuto per anni un blog personale.

### Morte
Nell'agosto 2016, dopo un malore sopraggiunto mentre si trovava in villeggiatura ad Alassio, gli fu diagnosticato un tumore al cervello e il presentatore morì il 27 giugno 2017 a 77 anni nella sua casa di Milano. Le esequie si svolsero il 29 giugno a Milano, presso la chiesa di Santa Maria Goretti, non lontano dalla sua abitazione, alla presenza di molti personaggi dello spettacolo. Il feretro, trasferito al cimitero di Lambrate, è stato poi cremato.

## Vita privata
Dal 2000 al 2002 è stato sposato con la showgirl e attrice Justine Mattera, che l'aveva affiancato nei suoi programmi. La fine del matrimonio fu causata dal fatto che Justine voleva figli, mentre Limiti no.

## Televisione
- Il calderone (TSI, 1970)
- Parlato semplice (Rai 3, 1993)
- Dove sono i Pirenei? (Rai 3, 1994-1995)
- Viva Mina! (Rai 3, 1995)
- Ciao Mimì (Rai 3, 1996)
- E l'Italia racconta (Rai 2, 1996)
  - Speciale E l'Italia racconta - Il Bacio: storia di un apostrofo rosa (Rai 2, 1996)
- Ci vediamo in TV (Rai 2, 1996-1999; Rai 1, 2001-2002)
  - Ci vediamo in TV: Speciale Al Bano e Romina: una storia italiana (Rai 2, 1996) 
  - Ci vediamo in TV: Speciale Lucio Battisti (Rai 2, 1997) 
  - Ci vediamo in TV: Stasera Marilyn Monroe (Rai 2, 1997) 
  - Ci vediamo in TV: Stasera Milly (Rai 2, 1997) 
  - Ci vediamo in TV: Stasera Claudio Villa (Rai 2, 1997) 
  - Ci vediamo in TV: Stasera Wanda Osiris (Rai 2, 1997) 
  - Ci vediamo in TV: Dalila - Mourir d'amour (Rai 2, 1997) 
  - Ci vediamo in TV: Caro Marcello (Rai 2, 1997) 
  - Ci vediamo in TV: Stasera Gina Lollobrigida (Rai 2, 1997) 
  - Ci vediamo in TV: Stasera Mina (Rai 2, 1997) 
  - Ci vediamo in TV: Speciale Telethon (Rai 2, 2001)
- Iglesias canta Tango (Rai 2, 1997)
- Festival di Castrocaro (Rai 2, 1997)
- Trenta ore per la vita (Reti Mediaset, 1998)
- Alle due su Rai 1 (Rai 1, 1999-2000)
- La cometa della fortuna (Rai 1, 2000)
- Viva Sanremo (Rai 1, 2000)
- Battisti Fan Club (Rai 1, 2000)
- Alle due su Rai 1 Estate (Rai 1, 2000)
- Ci vediamo su Rai 1 (Rai 1, 2000-2001)
- QI - Quanto siamo Intelligenti? (Rai 1, 2001)
- Telethon (Rai 1, Rai 2, 2001)
- Si La Sol (Rai 1, 2001-2002)
- Supersera (Rai 2, 2002)
- Paolo Limiti Show (Rai 2, 2003)
- Domenica in (Rai 1, 2004-2005)
- Note di Moda (Rai 2, 2005)
- Minissima 2010 (Rai 2, 2010)
- E state con noi in tv (Rai 1, 2012)
- Cristina Parodi Live (LA7, 2012)
- Techetechete' (Rai 1, 2015) Puntata 83
- Musical! Awards (Rete 4, 2015)

## Canzoni scritte da Paolo Limiti
| Anno | Titolo                                 | Autori del testo                  | Autori della musica                                 | Interpreti                              |
| ---- | -------------------------------------- | --------------------------------- | --------------------------------------------------- | --------------------------------------- |
| 1964 | 1000 ragazzi fa                        | Paolo Limiti                      | Carlo Lanzi                                         | Jula de Palma, Nuccia Erly              |
| 1965 | Bionda, bionda                         | Paolo Limiti                      | Renato Martini                                      | Maria Doris                             |
| 1965 | Fin che la va...!                      | Paolo Limiti e Luciano Beretta    | Sacha Guiderian                                     | Maria Doris                             |
| 1966 | Kicks                                  | Paolo Limiti                      | Barry Mann e Cynthia Weil                           | Caterina Caselli                        |
| 1966 | Male di luna                           | Paolo Limiti e Luciano Beretta    | Sergio Censi                                        | Barbara Lory                            |
| 1966 | Pigramente                             | Paolo Limiti                      | Enrico Simonetti e Mario Migliardi                  | Milva                                   |
| 1966 | Se morisse il sole (Don't run to me)   | Paolo Limiti                      | The Renegades                                       | The Renegades                           |
| 1966 | Non buttarmi giù (Don't bring me down) | Paolo Limiti e Gerry Goffin       | Carole King                                         | Riki Maiocchi                           |
| 1966 | Non dite il nome (Speak her name)      | Paolo Limiti e Luciano Beretta    | Clint Ballard Jr.                                   | David & Jonathan                        |
| 1966 | Rubia, Rubia (Bionda, bionda)          | Paolo Limiti                      | Renato Martini e José Valero                        | Lita Torelló                            |
| 1966 | Un lago salato (Off and running)       | Paolo Limiti e Carole Bayer Sager | Toni Wine                                           | Vanna Scotti                            |
| 1967 | Beat beat hurra!                       | Paolo Limiti e Danpa              | Renato Martini                                      | I Delfini                               |
| 1967 | Trae mi chaqueta (Dammi la giacca)     | Paolo Limiti e Gianni Pettenati   | Arrigo Amadesi                                      | Jack Carmelo                            |
| 1968 | Sacumdì, sacumdà                       | Paolo Limiti                      | Carlos Imperial                                     | Mina                                    |
| 1968 | La voce del silenzio                   | Paolo Limiti e Mogol              | Elio Isola                                          | Tony Del Monaco e Dionne Warwick e Mina |
| 1969 | Un'ombra                               | Claudio Daiano e Paolo Limiti     | Roberto Soffici                                     | Mina                                    |
| 1969 | Dai dai domani                         | Paolo Limiti                      | Carlos Imperial                                     | Mina                                    |
| 1969 | Il dubbio                              | Paolo Limiti e Felice Piccarreda  | John Lennon e Paul McCartney                        | I Nuovi Angeli                          |
| 1969 | Per niente al mondo                    | Paolo Limiti e Felice Piccarreda  | John Lennon e Paul McCartney                        | Wess, Chriss and the Stroke             |
| 1969 | Bugiardo e incosciente                 | Paolo Limiti                      | Joan Manuel Serrat                                  | Mina                                    |
| 1969 | Una mezza dozzina di rose              | Paolo Limiti e Mina               | Augusto Martelli                                    | Mina                                    |
| 1970 | Cibù cibà                              | Paolo Limiti                      | Felice Piccareda-Paki Canzi-I. Krajac-N. Kalogjera  | Loretta Goggi                           |
| 1970 | Due ragazzi                            | Paolo Limiti                      | Vostok                                              | Loretta Goggi                           |
| 1970 | Dominga                                | Paolo Limiti                      | Jorge Ben Jor                                       | Mina                                    |
| 1970 | L'uomo della sabbia                    | Paolo Limiti                      | Augusto Martelli                                    | Mina                                    |
| 1970 | Ero io, eri tu, era ieri               | Paolo Limiti                      | Augusto Martelli                                    | Mina                                    |
| 1970 | Adagio                                 | Paolo Limiti                      | Vittorio Buffoli e Mario Nobile                     | I Domodossola e successivamente Mina    |
| 1970 | Credi                                  | Paolo Limiti                      | Mario Nobile                                        | Mina                                    |
| 1970 | Viva lei                               | Paolo Limiti                      | Mario Nobile                                        | Mina                                    |
| 1971 | Non ho parlato mai                     | Paolo Limiti                      | Mario Robbiani                                      | Mina                                    |
| 1971 | Ciao settembre                         | Paolo Limiti                      | Jorge Ben Jor                                       | Loretta Goggi                           |
| 1971 | Ti chiedo scusa                        | Paolo Limiti                      | Alberto Salerno                                     | Loretta Goggi                           |
| 1971 | Per favore                             | Paolo Limiti                      | Vostok                                              | Loretta Goggi                           |
| 1971 | Amici                                  | Paolo Limiti                      | Elton John                                          | The Pleasure Machine                    |
| 1971 | Amare di meno                          | Paolo Limiti                      | Umberto Balsamo                                     | Peppino Di Capri                        |
| 1972 | La mia sera (Amazing Grace)            | Paolo Limiti                      | Ezio Leoni                                          | Iva Zanicchi                            |
| 1972 | Immagina che...                        | Paolo Limiti e Felice Piccarreda  | John Lennon                                         | Ornella Vanoni                          |
| 1972 | Io ti amavo quando                     | Paolo Limiti                      | Carole King                                         | Mina                                    |
| 1972 | Ballata d'autunno                      | Paolo Limiti                      | Joan Manuel Serrat                                  | Mina                                    |
| 1972 | La foresta selvaggia                   | Paolo Limiti                      | Claudio Cavallaro                                   | Marisa Sacchetto                        |
| 1972 | La tua innocenza                       | Paolo Limiti                      | Claudio Cavallaro                                   | Massimo Ranieri                         |
| 1972 | Il mio amore per Mario                 | Paolo Limiti                      | Claudio Cavallaro                                   | Marisa Sacchetto                        |
| 1972 | Amore amaro                            | Paolo Limiti                      | Claudio Cavallaro                                   | Marisa Sacchetto                        |
| 1972 | Una musica                             | Paolo Limiti e Mike Bongiorno     | Mario Migliardi e Maurizio Seymandi                 | Ricchi e Poveri                         |
| 1972 | Anche un fiore lo sa                   | Paolo Limiti                      | Damiano Dattoli, Filiberto Ricciardi e Pippo Landro | Gens                                    |
| 1972 | Djamballà (il mio tempo arriverà)      | Paolo Limiti                      | Augusto Martelli                                    | Luciana Turina                          |
| 1972 | Cena per due                           | Paolo Limiti                      | Augusto Martelli                                    | Luciana Turina                          |
| 1972 | Eccomi                                 | Paolo Limiti                      | Dario Baldan Bembo                                  | Mina                                    |
| 1973 | Vendetta                               | Paolo Limiti                      | Corrado Castellari                                  | Iva Zanicchi                            |
| 1973 | Signora                                | Paolo Limiti                      | Joan Manuel Serrat                                  | Mia Martini                             |
| 1973 | Dimmi di no                            | Paolo Limiti                      | Alberto Anelli                                      | Alberto Anelli                          |
| 1973 | Tre parole al vento                    | Paolo Limiti e Luciano Beretta    | Franco e Mino Reitano                               | Mino Reitano                            |
| 1973 | Anna da dimenticare                    | Paolo Limiti                      | Renato Pareti                                       | I Nuovi Angeli                          |
| 1974 | Amarlo io                              | Paolo Limiti                      | Roberto Soffici                                     | Iva Zanicchi                            |
| 1974 | Voglio ridere                          | Paolo Limiti                      | Mario Migliardi                                     | Nomadi                                  |
| 1974 | In controluce                          | Paolo Limiti                      | Albano Carrisi                                      | Al Bano                                 |
| 1974 | Carovana                               | Paolo Limiti                      | Renato Pareti                                       | I Nuovi Angeli                          |
| 1974 | Stupidi                                | Paolo Limiti                      | Shel Shapiro                                        | Ornella Vanoni                          |
| 1974 | Il buio                                | Paolo Limiti e Tony Martucci      | Alberto Anelli                                      | Maria Laura Pirisi e Daniela Delfino    |
| 1975 | Non sai fare l'amore                   | Paolo Limiti                      | Salvatore Fabrizio                                  | Ornella Vanoni                          |
| 1975 | Buonasera dottore                      | Paolo Limiti                      | Shel Shapiro                                        | Claudia Mori                            |
| 1975 | Il pianto degli ulivi                  | Paolo Limiti                      | Albano Carrisi                                      | Al Bano                                 |
| 1976 | No, no, no                             | Paolo Limiti                      | Umberto Napolitano                                  | Sabina Ciuffini                         |
| 1978 | Non piange Ringo Starr                 | Paolo Limiti                      | Umberto Napolitano                                  | I Nuovi Angeli                          |
| 1979 | Angelo                                 | Paolo Limiti                      | Beppe Cantarelli e Pino Cremante                    | Giovanna Nocetti                        |
| 1979 | Il mio ex                              | Paolo Limiti                      | Erasmo Carlos e Roberto Carlos Braga                | Giovanna Nocetti                        |
| 1982 | Paolino maialino                       | Paolo Limiti                      | tradizionale (Froggy Went A-Courting)               | Romina Power                            |
| 1983 | Non ti cambierei                       | Paolo Limiti e Felice Piccarreda  | John Lennon e Paul McCartney                        | Fred Bongusto                           |
| 1983 | Ahi, mi amor                           | Paolo Limiti                      | Joan Manuel Serrat                                  | Mina, Giovanna Nocetti                  |
| 1988 | Lui, lui, lui                          | Paolo Limiti                      | Massimiliano Pani                                   | Mina                                    |
| 1988 | Cuore, amore, cuore                    | Paolo Limiti                      | Massimiliano Pani                                   | Mina                                    |
| 1988 | L'ultimo gesto di un clown             | Paolo Limiti                      | Moreno Ferrara e Franco Fasano                      | Mina                                    |
| 1989 | Lo faresti                             | Paolo Limiti                      | Aldo Donati                                         | Mina                                    |
| 1989 | Che nome avrà                          | Paolo Limiti                      | Morris Albert                                       | Mina                                    |
| 1989 | Indovina chi sono                      | Paolo Limiti                      | Philippe Leon                                       | Amanda Lear                             |
| 1997 | Evviva il mio papà                     | Paolo Limiti                      | Alberto Anelli                                      | Stefania Cento                          |
| 2000 | Bandito ferito                         | Paolo Limiti                      | Latino                                              | Giovanna Nocetti e Irene Fargo          |
| 2001 | Ddoje parole                           | Paolo Limiti e Luigi Riccio       | Gianfranco Caliendo e Alberto Anelli                | Luigi Libra                             |
| 2009 | Trenta giorni                          | Paolo Limiti                      | Giovanna Nocetti                                    | Giovanna Nocetti e Caterina Ferri       |
| 2011 | Questa canzone                         | Paolo Limiti                      | Mario Nobile                                        | Mina                                    |
| 2011 | Emmanuelle                             | Paolo Limiti e Felice Piccarreda  | Pierre Bachelet                                     | Elisabetta Viviani                      |
| 2014 | L'uomo dei no                          | Paolo Limiti                      | Andrea Ferrante                                     | Giovanna Nocetti                        |
| 2015 | Abracadabra                            | Paolo Limiti                      | Giovanna Nocetti                                    | Viola Valentino e Giovanna Nocetti      |
| 2015 | Dietro un grande amore                 | Paolo Limiti                      | Giovanna Nocetti e Enzo Campagnoli                  | Orietta Berti                           |

Paolo scrisse inoltre il brano Madame che audacità cantandolo e incidendolo insieme a Mara Venier. Il brano è stato fatto ascoltare durante una puntata dedicata a Limiti di Domenica in il 26 marzo 2023.

## Riconoscimenti
Nel 2017 il comune di Milano ha deciso che il suo nome venga iscritto nel famedio, all'interno del cimitero monumentale di Milano.